# Klachl, Trg
Klachl je naselje v Občini Trg v Okraju Trg na Koroškem v Avstriji.